# Гай Пакцій Африкан
Гай Пакцій Африкан (лат. Gaius Paccius Africanus) — політичний діяч епохи ранньої Римської імперії.
Про походження Гая Пакція немає ніяких відомостей. З липня по серпень 66 року він займав посаду консула-суффекта разом з Марком Анніем Афріном. У 70 році Африкана вигнали з сенату за звинуваченням, що він доніс імператору Нерону на братів Публія Сульпіція Скрібонія Прокула і Публія Скрібонія Сульпіція Руфа, які займали посади намісників, відповідно Нижньої і Верхньої Німеччини. В результаті вони були викликані в 66 році в Ахайю, де Нерон, який бажав заволодіти їхніми багатствами, наказав покінчити їм життя самогубством.
В 77-78 році Гай перебував на посаді проконсула провінції Африка.